# San Giorgio Monferrato
San Giorgio Monferrato (tiếng Piedmonte San Giòrs Monfrà) là một đô thị ở tỉnh Alessandria trong vùng Piedmont của Ý. Đô thị này có vị trí khoảng 60 km về phía đông của thủ phủ Torina và khoảng 25 km về phía tây bắc của Alessandria.
San Giorgio Monferrato giáp các đô thị: Casale Monferrato, Ozzano Monferrato, và Rosignano Monferrato.